# Хертвиси
Крепостта Хертвиси (на грузински: ხერთვისი) е един от значителните паметници на средновековна Грузия и една от най-древните в страната. Крепостта контролира два търговски пътя – от Грузия към Турция и към Армения. През 2007 г. е предложена за включване в Списъка на световно културно и природно наследство на ЮНЕСКО, заедно с пещерния манастирски комплекс Вардзия.

## География
Крепостта Хервиси се намира в областта Самцхе-Джавахети, в южната част на страната. Издигната е на висок, скалист хълм, в историческия район Месхетия, при сливането на реките Мтквари (Кура) и Паравани. Стратегическото ѝ предназначение е да охранява пътя между градовете Ахалкалаки и Ахалцихе. Разположена е близо до днешното село Аспиндза и целият ансамбъл се е слял органично с високите планини около него. Природните условия са използвани великолепно, с издигането на крепостта върху непристъпна скала до реката. По стръмните склонове на близкия каньон е разположено едноименното село с къщи, потънали в зеленина. Край него са оформени изкуствени земеделски тераси и овощни градини.

## История
Според грузинския летописец Леонти Морвели, Хертвиси възниква около 4 век пр.н.е. и той твърди, че е един сред първите градове в Грузия. Според една от легендите първото укрепление на това място е унищожено от войските на Александър Македонски. Но на терен не са открити никакви данни за селище или крепост от онова време. Не се споменава нищо за такъв град и през многото векове след основаването му.
През 10 – 11 век Хертвиси е център на областта Месхетия. През 12 век край крепостта възниква едноименен град. След това информация се появява чак през 1283 година, когато, монголите разрушават църквите, манастирите, жилищата. От крепостта остават само руини, които местните феодали не смятат за нужно да възстановят. Единствената оцеляла постройка е главната кула, тъй като е била най-стара и по нея не са правени никакви подобрения.
През 1334 година Георги V Блестящия успява да постигне пълно обединение на Грузия. При новата политическа обстановка започва разширяването и възстановяването на крепости из цялата страна, включително и Хертвиси. През следващите векове крепостта принадлежи на ериставите Джакели, могъща грузинска княжеска (мтавари) фамилия, владетели на атабегството Самцхе-Саатабаго.
През 1588 година атабег Манучар II Джакели, владетелят на този край, е принуден да отстъпи крепостта на персийския шах Абас I Велики. Скоро обаче, цялото владение преминава в ръцете на турците.
През 1624 г. Георги Саакадзе, велик моурави и пълководец от Картли-Кахетинското царство, завоюва с бой Хертвиси, заедно с други крепости. Все пак, скоро след това, крепостта отново преминава във владение на турците.
През 1771 г. обединените грузинско-руски сили, под предводителството на Ираклий II, владетел на Картли-Кахетинското царство, завземат крепостта от турците с атака. Настъплението обаче е прекратено, защитниците отстъпват и Хертвиси отново остава под турско управление. При евакуацията са изнесени много от богатствата на града. Това дава повод на историците да приемат, че през втората половина на века, от укрепление, Хертвиси отново се е превърнал в неголям град.
Грузия отвоюва окончателно тази област през 1828 година. След това Хертвиси, заедно с други крепости, загубва своята отбранителна функция и остава само като паметник на древното фортификационно изкуство, с прекрасно композиционно решение.
В наше време над земята не се виждат никакви останки от сгради в бившия град, но е възможно, при разкопки, да се открият такива, или поне някакви фрагменти от тях.

## Архитектура
Древните строители, изградили крепостта, са успели да създадат не само първокласно военно фортификационно съоръжение, но и архитектурен паметник. Въпреки че в нея са изградени много постройки и то по различно време, единството на целия ансамбъл по никакъв начин не е нарушено. Основните сгради в крепостта се отнасят към 10 – 12 век, периода на развития феодализъм. Виждат се и няколко пристройки от 16 – 18 век. Крепостта е снабдена и с два тайни прохода.
Ако се съди по днешните развалини, крепостта е била разделена на две части – цитадела и долна крепост. Цитаделата е разположена на върха, а крепостта – прилепена към нея от изток и юг. Цитаделата заема голяма площ, но площта на долния двор е още по-голяма. Височината на крепостната стена не е уточнена напълно. Три от кулите носят ясни следи от къснофеодално строителство.
В периода 1354 – 1356 година, след като Георги V Блестящият завзема властта, значително са подновени старите стени, построяват се кули, а скалата под крепостта е укрепена. Всички сгради в западния участък носят следи от по-късни промени и явно са били жилища за гарнизона на 2 и повече етажа. След разширението дължината на цялата крепост надминава 120 m.
- Цитаделата се състои от няколко части, отделени една от друга с високи и здрави стени с бойници и тесни врати. В чертите ѝ са включени различни по големина и форма кули. Не е ясно как се е извършвало водоснабдяването в ранните етапи на съществуването на цитаделата. Но по-късно на две места на северната страна се издълбани водещи към реката проходи. Ползвали са се не само за снабдяване с вода, а и като изход по време на обсада.[5]
- Древната част на крепостта е разположена високо на скалата и включва квадратна в план кула с външни заоблени ъгли. Вътрешните страни на квадрата са по 5 m, а външните – по 8,3 m. На изток от кулата е горният, почти правоъгълен двор, а на запад – долният. Една врата води от горния двор към първия етаж на кулата. Втора врата, над нея, но не в една ос, води до втория етаж. Трета врата води на запад. От североизток към кулата е прилепен резервоар за вода, частично вдълбан в скалите.[5]

Според легендата, за изграждането на тази кула, царица Тамара организира състезание, в което взимат участие майстор каменоделец и неговият чирак. Чиракът надминава своя учител и печели състезанието, а майсторът от мъка скача от кулата и умира, намушкан от ножа на колана си.
- На крайната източна височина е изградена петстенна кула, съединена с голям отстъп с челната източна стена така, че входната порта към крепостта остава навън. Три от стените на върха са бойни, с изработени по-късно машикули и стрелкови бойници. През 17 – 18 век цялата южна страна е силно променена и днес трудно може да се различи старото от по-новото строителство.[5]
- На изсечен в скалите висок постамент, през 985 г. е построена малка църква, която е възстановена през 2000 г.[8][9] Останали са само малки фрагменти от постройката, но части от апсидата са запазени. Имала е врати на юг и запад, а под самата църква е издълбана нещо като пещера с отвор на юг.[5]
- На западната стена е издигната кула с височина 13 m. В долната си част има диаметър 3,6 m и постепенно се стеснява нагоре до диаметър от 2,85 m. Съоръжена е с две амбразури и машикула. По същия начин е изградена кулата на източната част, но нейната височина е 8 m. Тези две кули са издигнати през 17 – 18 век, по време на турското владеене на крепостта. Между тях е построена една полукръгла полу-кула, която по-късно е преустроена в жилище с балкон на втория етаж.[5]
- Крепостната стена е издигната през 1354 г. и не е много висока.[8] Никъде не превишава 18 m, на някои места има височина от 15 m, а другаде спада на 10 и дори на 7 m. Снабдена е с полукръгли контрафорси, един от които е силно променен и превърнат в полу-кула. По южната и западната стена те носят признаци за древно строителство, със своята съвсем леко конусовидна форма. При възстановяването, един от тях е получил по-изразена конусовиден вид. Цялата северна стена е подновена, но към нея не са прибавени нови контрафорси.[5]

На част от западната страна са съхранени бойници с триъгълен завършек, при направата на които стената е била понижена. По-късно тези бойници са надстроени и над тях са изработени широки бойници с оръжейни амбразури. Северната стена е сериозно подновена и има части, добавени през 19 век.